# Convoi HX 2
Le convoi HX 2 est un convoi passant dans l'Atlantique nord, pendant la Seconde Guerre mondiale. Il part de Halifax au Canada le 23 septembre 1939 pour différents ports du Royaume-Uni et de la France. Il arrive à Liverpool le 10 octobre 1939.

## Composition du convoi
Ce convoi est constitué de 15 cargos :
- Royaume-Uni : 13 cargos
- France : 2 cargos

## L'escorte
Ce convoi est escorté en début de parcours par :
- les destroyers canadiens : HMCS St. Laurent, NCSM Skeena et HMCS Fraser (en)
- le croiseur lourd britannique : HMS York

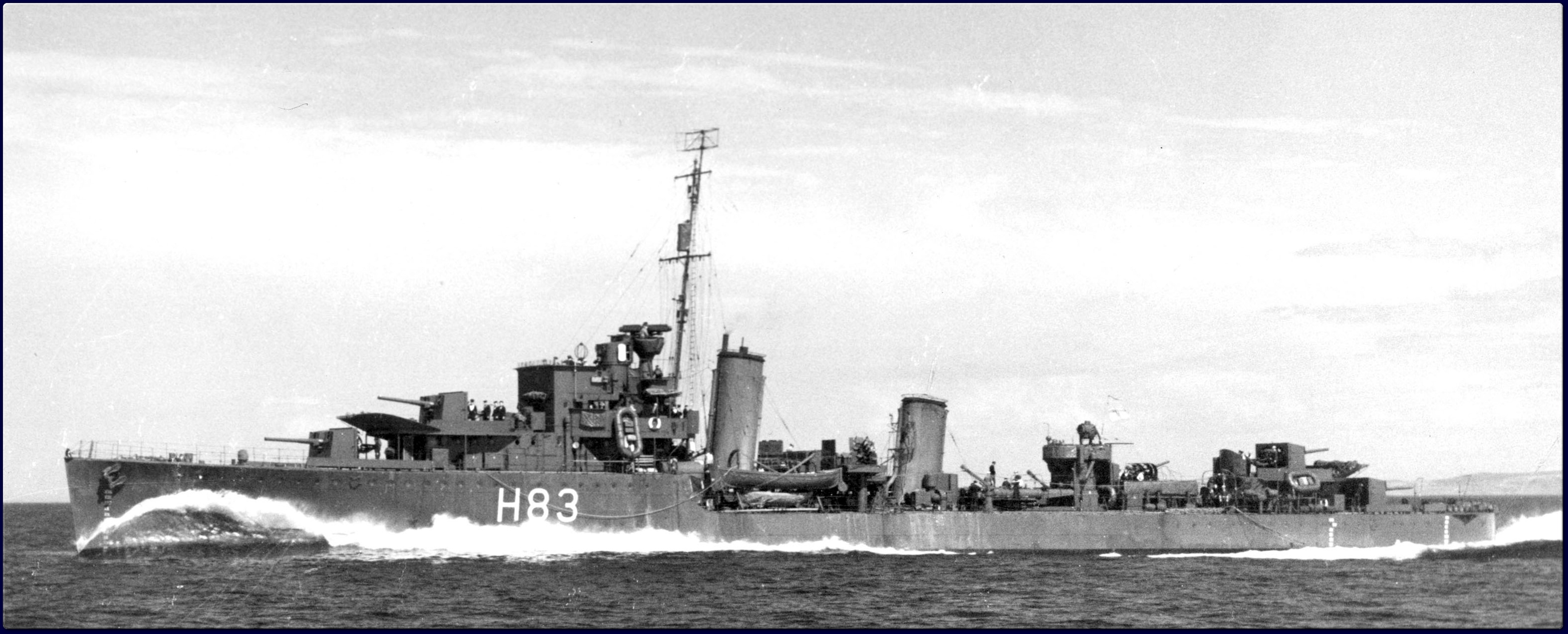
HMCS St Laurent en 1941
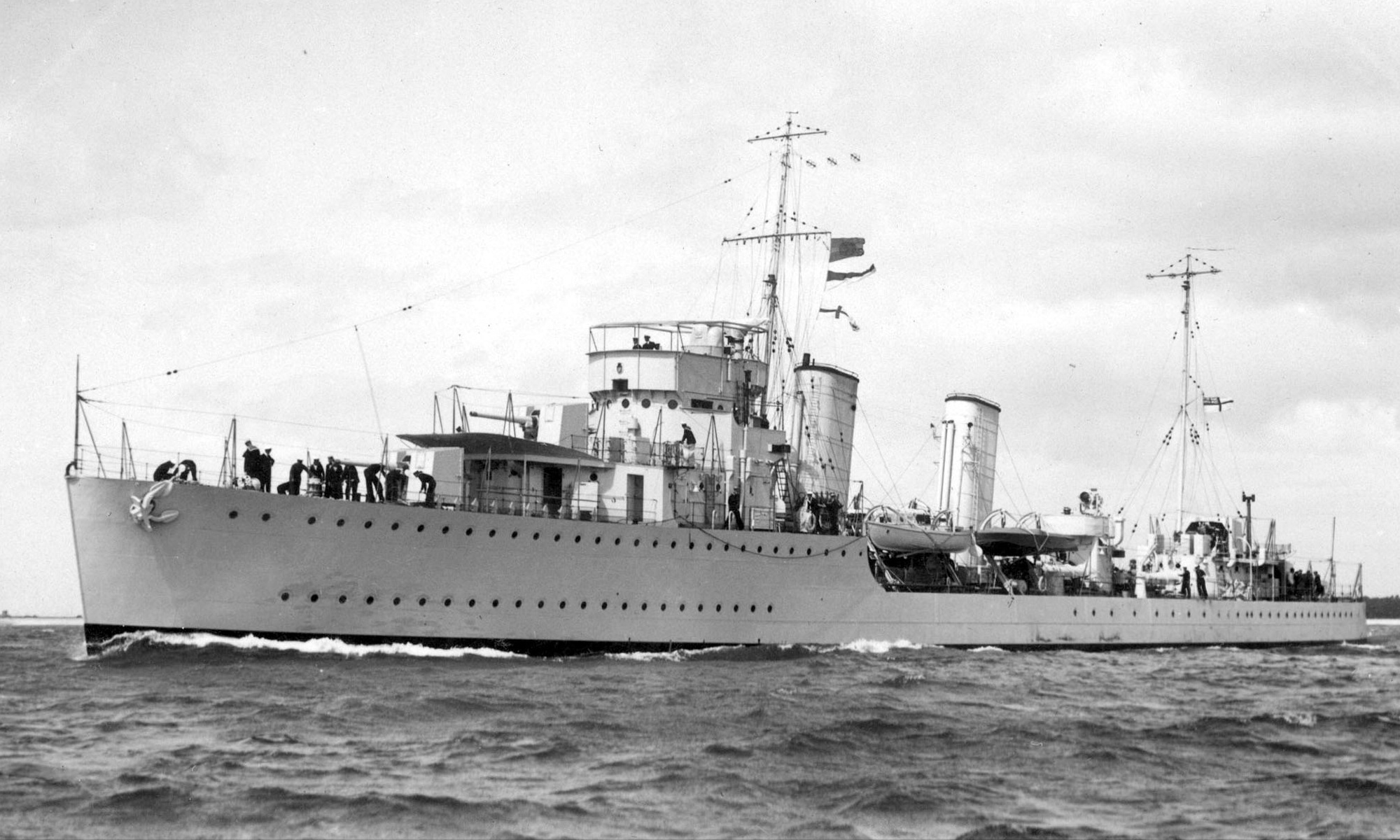
HMCS Skeena
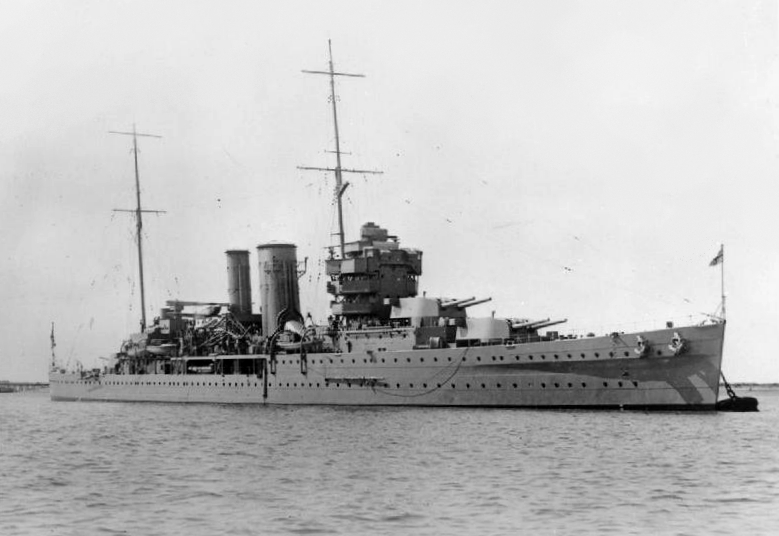
HMS York

## Le voyage
Le 23 septembre, les trois escorteurs canadiens rentrent. Le 24 septembre, le cargo britannique Mill Hill tombe en panne puis le 25 septembre, le croiseur HMS York quitte le convoi à son tour. Le cargo Blairmore quitte le convoi dans la nuit du 1er au 2 octobre pour une raison inconnue.
A l'arrivée, le convoi est escorté par les destroyers britanniques entre autres : HMS Versatile (en), HMS Warwick (en) et HMS Jackal.